# 마리 모로우
마리 모로(Mari Morrow, 1974년 2월 18일 ~ )는 미국의 배우이다.
마이애미에서 태어났다.

## 출연 작품
- 더 로이어, 더 터그 앤 더 프린세스 (2011년) - 브리안나 역
- 빅 마마 하우스 3 - 라이크 파더, 라이크 선 (2011년)
- 로드 트립 2 (2009년)
- 트레이시 타운센드 (2007년)
- Flip the Script (2005)
- 투데이 유 다이 (2005년)
- 헤어 쇼 (2004년) - 지나 역
- 내셔널 시큐리티 (2003년) - 로라 역
- 하우스 파티 4 (2001년)
- 캠퍼스 데드맨 (1998년)
- 하우 투 비 어 플레이어 (1997년)
- 언더커버 (1995년)
- 가상 현실 (1995년)
- 육체의 행로 (1995년)
- 일리언 3 (1994년)

### 텔레비전
- SOS 해상 구조대 (1992)
- 원 라이프 투 리브 (1995)